# Anexodus aquilus
Anexodus aquilus là một loài bọ cánh cứng trong họ Cerambycidae.